# 藏仓鼠
藏仓鼠（学名：Cricetulus kamensis）为仓鼠科仓鼠属的动物，是中国的特有物种。分布于西藏、甘肃、青海等地，一般栖息于高山草原和草甸。该物种的模式产地在澜沧江上游。

## 亚种
- 藏仓鼠藏北亚种（学名：Cricetulus kamensis alticola），Thomas于1917年命名。分布于西藏（阿里地区）等地。该物种的模式产地在克什米尔拉达克。[3]
- 藏仓鼠指名亚种（学名：Cricetulus kamensis kamensis），Satunin于1903年命名。在分布于西藏（东南隅）、青海（东南部）等地。该物种的模式产地在澜沧江上游。[4]
- 藏仓鼠甘肃亚种（学名：Cricetulus kamensis kozlovi），Satunin于1902年命名。分布于甘肃（祁连山西段）等地。该物种的模式产地在甘肃敦煌。[5]
- 藏仓鼠藏南亚种（学名：Cricetulus kamensis lama），Bonhote于1905年命名。分布于西藏珠峰地区、拉萨等地。该物种的模式产地在拉萨。[6]